# Östra Iglo
Östra Iglo, finska: Itäinen Iiluoto, är en ö i Finland. Den ligger i Finska viken och i kommunen Helsingfors i den ekonomiska regionen  Helsingfors i landskapet Nyland, i den södra delen av landet. Ön ligger nära Helsingfors.
Öns area är 0,8 hektar och dess största längd är 140 meter i sydöst-nordvästlig riktning.